# Andy Grote

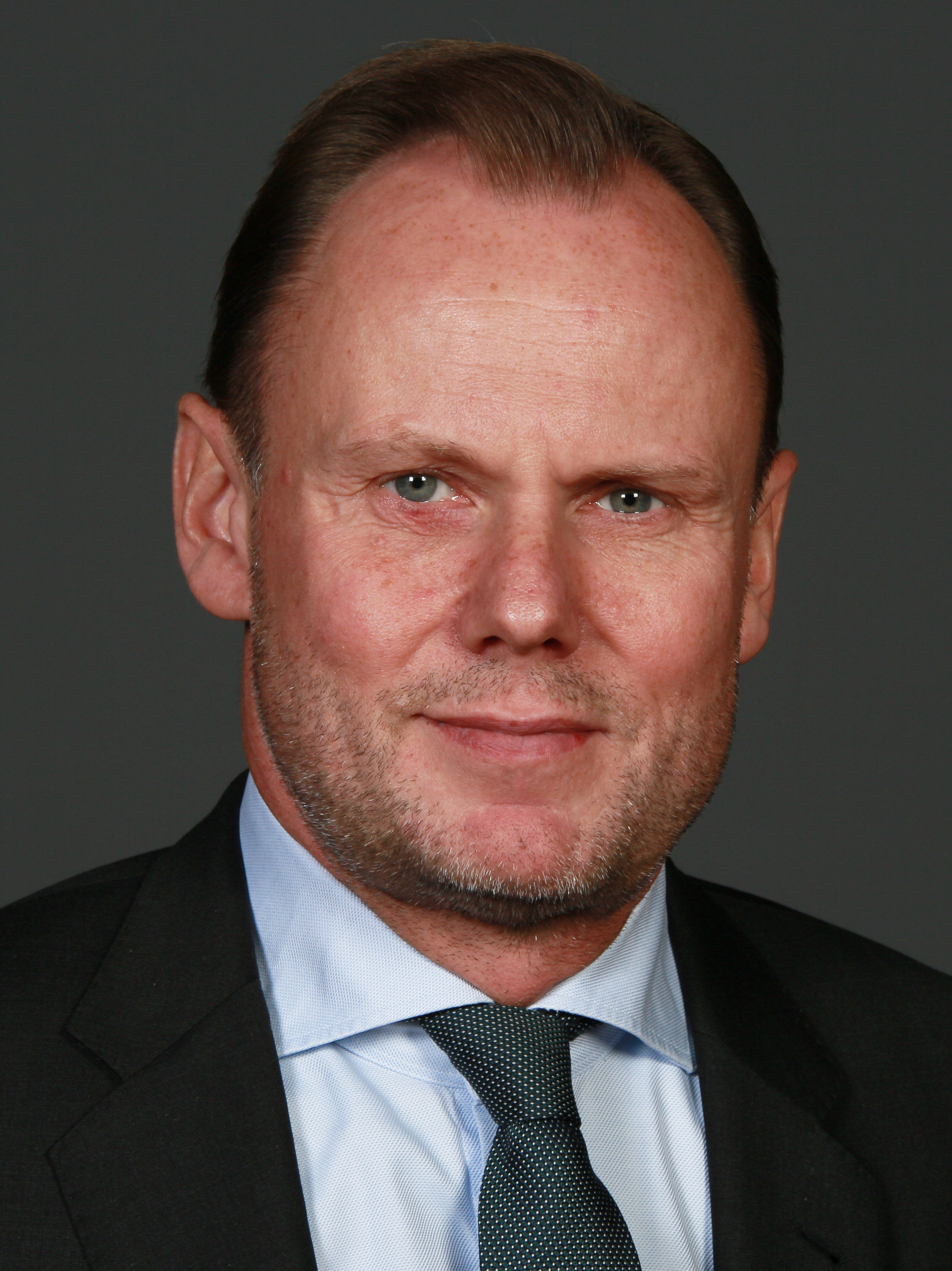
Andy Grote (2018)

Andy Grote (* 14. Juni 1968 in Erpen) ist ein deutscher Politiker (SPD). Er ist seit dem 20. Januar 2016 Innen- und Sportsenator Hamburgs. Zuvor war er als Leiter des Bezirksamtes Hamburg-Mitte und als Bürgerschafts- sowie Bezirksabgeordneter tätig. Aufgrund seiner Verwicklung in diverse politische Affären während seiner Amtszeit gewann er überregional an Bekanntheit und wurde häufig zum Rücktritt aufgefordert.

## Leben und Beruf
Grote ist aufgewachsen in Büsum, sein Vater leitete dort die Kurverwaltung. Nach dem Abitur war er für zwei Jahre Soldat auf Zeit bei der Marine und – laut Eigenangaben – auf dem Zerstörer Hessen in Wilhelmshaven stationiert. Von 1990 bis 1996 absolvierte er ein Studium der Rechtswissenschaften an der Universität Hamburg. Zwischen 1997 und 1999 absolvierte er im Rahmen seines Rechtsreferendariates verschiedene Stationen in Hamburg und Washington, D.C. Grote war Assistent des dem rechten Flügel der SPD zugeordneten ehemaligen Hamburger Bürgerschaftsabgeordneten Ingo Kleist. In den Jahren 2000/2001 war er Wissenschaftlicher Referent für Bundes- und Europaangelegenheiten in der Behörde für Bau und Verkehr unter Senator Eugen Wagner. Von 2002 bis zu seiner Wahl zum Bezirksamtsleiter von Hamburg-Mitte im Jahr 2012 war er als selbständiger Rechtsanwalt tätig, ab 2004 als Partner in der Kanzlei Bernzen Sonntag Rechtsanwälte. Seine Schwerpunkte waren Verwaltungsrecht, Vergaberecht und Recht der sozialen Arbeit.

## Politik

### Bezirksabgeordneter
Im Alter von 28 Jahren trat er in die SPD ein und ist Mitglied im Distrikt St. Pauli-Süd. Von 1997 bis 2001 war er Deputierter in der Behörde für Stadtentwicklung und ab 2002 Mitglied der Bezirksversammlung Hamburg-Mitte. Von 2004 bis 2008 übernahm er dort den Vorsitz der SPD-Fraktion und war u. a. Mitglied im Hauptausschuss sowie des Stadtplanungsausschusses.

### Bürgerschaftsabgeordneter
Im Februar 2008 zog Andy Grote bei der Bürgerschaftswahl im Wahlkreis Hamburg-Mitte als direkt gewählter Abgeordneter in die Hamburgische Bürgerschaft ein. Bei der Bürgerschaftswahl in Hamburg 2011 konnte er sein Wahlkreismandat verteidigen. Er war Fachsprecher der SPD-Fraktion für Stadtentwicklung. Aufgrund seiner Wahl zum Bezirksamtsleiter von Hamburg-Mitte musste Grote sein Bürgerschaftsmandat im Mai 2012 niederlegen, als seine Nachfolgerin rückte Loretana de Libero in die Bürgerschaft nach.

### Bezirksamtsleiter von Hamburg-Mitte
Am 26. April 2012 wurde Andy Grote von der Bezirksversammlung Hamburg-Mitte zum Bezirksamtsleiter von Hamburg-Mitte vorgeschlagen. Auf ihn entfielen 33 Ja- und 13 Nein-Stimmen. Die ihn tragende Koalition aus SPD und Grünen verfügte in der Bezirksversammlung über 28 Stimmen. Andy Grote übernahm das Amt des Bezirksamtsleiters von Markus Schreiber, der am 10. Februar 2012 zurückgetreten war. Vor seiner Wahl versprach er, sich für einen dauerhaften Nutzen von der Internationalen Bauausstellung Hamburg und für die Verbesserung der Jugendhilfe einzusetzen. Nach 37 Wochen im Amt hatte Grote nach eigenen Angaben eine weitreichende Umstrukturierung des Jugendamtes in Hamburg-Mitte angeschoben. Der Fall Yağmur, bei dem ein Kind unter Schutz des Jugendamts im Bezirk Mitte zu Tode kam, fällt in seine Amtszeit. Ein Parlamentarischer Untersuchungsausschuss der Bürgerschaft stellte Defizite im Jugendhilfesystem der Stadt Hamburg fest.

### Senator
Grote wurde am 18. Januar 2016 nach Michael Neumanns Rücktritt vom Amt des Innen- und Sportsenators als dessen Nachfolger ernannt und am 20. Januar 2016 von der Bürgerschaft bestätigt. In seinen ersten 100 Tagen im Amt erhöhte Grote die Schichtdienstzulage für Polizisten und brachte mit Justizsenator Till Steffen (Die Grünen) die Abschaffung der Gefahrengebiete im Polizeirecht auf den Weg. 2016 hob er die seit 2008 geltende Senatorenregelung auf, nach der in Hamburg Flüchtlinge aus Afghanistan eine Aufenthaltserlaubnis ohne Einzelfallprüfung erhielten.

## Anschlag
Am 13. Dezember 2019 bewarfen mehrere Maskierte Grotes Auto mit Steinen und Farbbeuteln, während dieser als Innensenator von einem Personenschützer chauffiert wurde. Dabei trafen die Täter auch den Wagen eines unbeteiligten Verkehrsteilnehmers, bei dem dadurch eine Scheibe zerbrach. Verletzt wurde niemand. Die Staatsschutzabteilung leitete in der Folge Ermittlungen ein.

## Politische Affären

### Corona-Party-Affäre
Unmittelbar nach seiner Wiederberufung als Innensenator im Juni 2020 geriet Grote in Kritik, weil er in einem Club in der HafenCity trotz der zu diesem Zeitpunkt in Hamburg geltenden Beschränkungen und Verbote für Feiern während der COVID-19-Pandemie eine private Party (Corona-Party) anlässlich seiner Bestätigung gefeiert hatte. CDU, Linke und AfD forderten deshalb Grotes sofortigen Rücktritt. Grote betonte, die Corona-Regeln eingehalten zu haben, bezeichnete die Feier jedoch als „dummen Fehler“, da der Eindruck eines Verstoßes entstanden sei, weshalb er sich entschuldige.
Im August 2020 stellte die zuständige Bußgeldstelle fest, dass Grote mit seinem Stehempfang entgegen seiner Behauptung gegen die damals geltende Corona-Eindämmungsverordnung des Senats, dem er selbst angehört, verstoßen und eine „verbotene private Zusammenkunft“ veranstaltet habe. Deswegen wurde gegen ihn ein Bußgeld in Höhe von 1000 Euro verhängt. Grote erklärte, er habe das Geld umgehend überwiesen. Die Feier bezeichnete er erneut als Fehler, lehnte einen Rücktritt jedoch weiter ab. Die CDU und weitere Parteien forderten daraufhin Grotes Entlassung durch den Ersten Bürgermeister Peter Tschentscher (SPD), weil sie in Grotes Verhalten eine Täuschung der Bürger sahen. Dieser Forderung kam Tschentscher nicht nach und beließ Grote im Amt.

### Umstrittene Reaktion auf Beleidigung im Internet

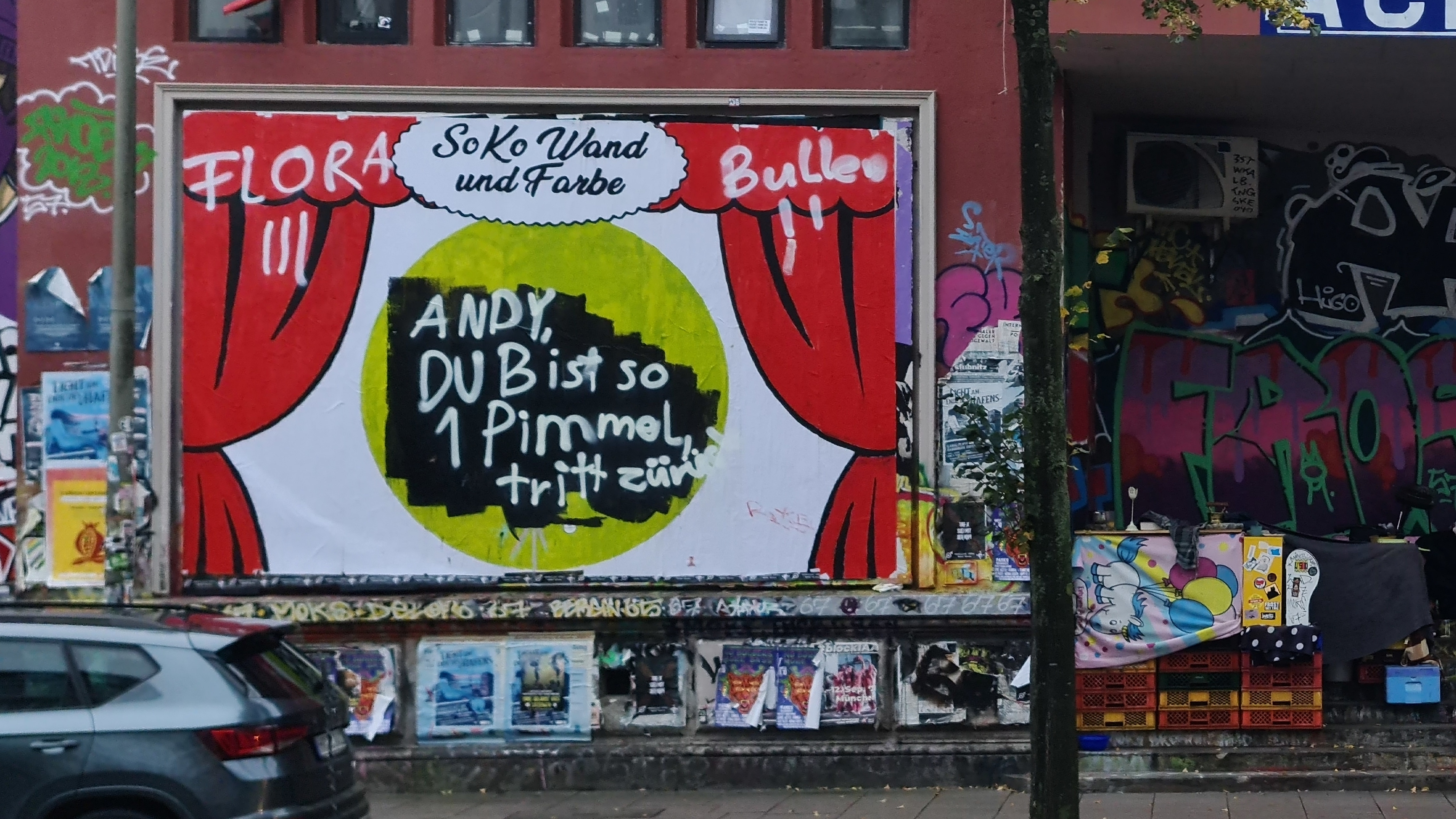
Plakatwand an der Roten Flora, die abwechselnd von Polizei und Unbekannten übermalt wurde

Im September 2021 geriet Grote erneut in die öffentliche Diskussion. Nachdem er auf der Online-Plattform Twitter im Mai 2021 feiernden Massen im Schanzenviertel, die gegen Corona-Abstandsregeln verstoßen hatten, „Ignoranz“ und eine „dämliche Aktion“ vorgeworfen hatte, kommentierte dies ein anderer Nutzer mit dem Tweet „Du bist so 1 Pimmel“.
Aufgrund eines von Grote eingereichten Strafantrags wurde ein Ermittlungsverfahren wegen Beleidigung aufgenommen. Dies wiederum führte dazu, dass die Polizei Hamburg beim mutmaßlichen Urheber des Tweets im Stadtteil St. Pauli am 8. September 2021 eine Hausdurchsuchung durchführte. Das Foto der Durchsuchungsanordnung wurde von dem Betroffenen auf Twitter veröffentlicht. In der Öffentlichkeit wurde die Verhältnismäßigkeit dieser polizeilichen Maßnahmen auch wegen Grotes eigener Verstöße gegen Coronaregeln und seiner Weigerung, sie trotz Bußgeldbescheids öffentlich einzugestehen, in Frage gestellt, zumal der Beschuldigte bei einer polizeilichen Vorladung bereits eingeräumt hatte, das betreffende Twitter-Konto zu betreiben, und ihm nach eigener Aussage eine Einstellung des Verfahrens wegen Geringfügigkeit in Aussicht gestellt worden sei. Der gesamte Vorfall wurde als „Pimmelgate“ (vgl. Endung -gate) bekannt.
Das Medien-Echo war auffällig groß, auch die New York Times und die Washington Post berichteten darüber.
In der Folge entwickelten sich Anspielungen auf den Tweet zu einem viralen Trend im Netz (Streisand-Effekt) und es tauchten Aufkleber und Graffiti in Hamburg auf, die von der Polizei mehrfach entfernt bzw. übermalt wurden. Eine Plakatierung an der Roten Flora im Schanzenviertel blieb aufgrund mehrfacher Wiederbemalung erhalten. Der Einsatz zahlreicher Polizeikräfte für diese Maßnahmen wurde kritisiert.
Die Hamburger CDU warf Grote unsouveränen Umgang mit der Angelegenheit vor und forderte ihn zum Rücktritt als Innensenator auf, um weiteren Schaden von der Polizei und dem Amt abzuwenden.
Im März 2022 wurde das Ermittlungsverfahren wegen fehlenden öffentlichen Interesses an einer Strafverfolgung eingestellt. Im August 2022 entschied das Landgericht Hamburg zudem, dass die Hausdurchsuchung rechtswidrig und unangemessen war.